# 安全即服务
安全即服务（英語：Security as a service）是一种通过云计算方式交付的安全服务，此种交付形式可避免采购硬件带来的大量资金支出。这些安全服务通常包括认证、反病毒、反恶意软件/间谍软件、入侵检测、安全事件管理等。